# Vicriviroc
 (janvier 2022).
Si vous disposez d'ouvrages ou d'articles de référence ou si vous connaissez des sites web de qualité traitant du thème abordé ici, merci de compléter l'article en donnant les références utiles à sa vérifiabilité et en les liant à la section « Notes et références ».
Le vicriviroc (DCI) est une molécule qui a été envisagée comme médicament antirétroviral. C’est un inhibiteur du récepteur CCR5 présent sur les globules blancs.
Ce projet de médicament fait partie des VIH-m-tropiques, c'est-à-dire qu'il vise à empêcher la reproduction du virus de l'immunodéficience humaine (VIH) en interdisant son association avec les macrophages. 
Développé par Merck, il constituait un concurrent potentiel du maraviroc (vendu par Pfizer et GSK sous le nom commercial Selzentry aux États-Unis et Celsentri ailleurs). Il représentait aussi l’espoir d’un traitement contre l'infection par le VIH lors d'une polythérapie.
Les premiers essais cliniques établissaient la sureté de la molécule. Cependant deux essais cliniques de phase III (dont les résultats ont été publiés début 2010) montrent que le traitement avec vicriviroc n'est pas plus efficace comparé aux traitements déjà disponible .
Ce médicament n'est pas commercialisé, mais poursuit sa phase de test en 2010.

## Historique
- Ce projet de médicament a été initialement porté par Schering-Plough .
- Les essais cliniques semblaient prometteurs jusqu'en phase II, la phase III s'est révélée décevante, mais n'a porté que sur des malades suivant déjà d'autres traitements.
- Merck (qui a acquis Schering-Plough en 2009) a annoncé, à la suite d'un rapport, qu'il ne demanderait pas l'autorisation de production du médicament, mais qu'il poursuivrait les tests prévus sur des malades n'ayant pas reçu d'autres médications.

## Mécanisme d'action
La molécule, une fois diffusée dans l'organisme, s'intègre à la surface des CCR5 (qui sont les récepteurs de chimiokines des lymphocytes T et des macrophages impliqués dans l'entrée du VIH dans les cellules) et la modifie assez pour que le virus ne puisse plus l'utiliser comme porte d'entrée (ce qu'il fait normalement en s'y collant grâce à l'une de ses glycoprotéines de surface (la gp120)) .

## Utilisation clinique
Il est utilisé (en test à ce jour) à faible concentration, et par voie orale, une fois par jour.